# Assemblée plénière de la Cour de cassation française
Pour un article plus général, voir Cour de cassation (France).
En France, l'assemblée plénière de la Cour de cassation est une formation de jugement de la Cour de cassation. Avec la chambre mixte, elle constitue l'une des formations solennelles de ladite Cour. Elle comprend 19 membres : le premier président ainsi que trois des représentants des six chambres de la Cour (dont le président et le doyen de chaque chambre) : la chambre commerciale, la chambre criminelle, la chambre sociale et les trois chambres civiles. 

## Caractéristiques
Convoquée et présidée par le premier président, elle est chargée :
- de certaines questions de principe ;
- des pourvois formés contre les décisions rendues après renvoi et attaquées selon les mêmes moyens [1] (cas de "résistance" d'une juridiction de renvoi à une première cassation précédemment prononcée dans la même affaire) ;
- des pourvois contre les arrêts de la Cour de justice de la République[2] et de la commission d'instruction de cette cour[3] ;
- des réexamens de pourvois effectués sur décision de la Commission de réexamen des condamnations pénales[4] ;

C'est la seule formation dont la loi impose que la juridiction de renvoi se soumette aux points de droits qu'elle a jugés. Ses décisions ont donc une très forte autorité.
Exemples d'arrêts célèbres portant des questions de principe et prononcés en assemblée plénière :
1- L'arrêt du 11 décembre 1992, relatif au changement de sexe de l'état civil des personnes transgenres.
La Cour de cassation y a admis pour la première fois un tel changement de sexe, au visa de l'article 8 de la Convention européenne des Droits de l'Homme.
2- L'arrêt du 10 octobre 2001 relatif au statut pénal du Président de la République.
Cette décision énonce que le Chef de l'État, pendant toute la durée de sa fonction, ne peut être l'objet d'une citation ou d'un acte de poursuite quelconque.
3- L'arrêt du 15 avril 2011 relatif au régime de la garde à vue. La Cour y pose le principe selon lequel le gardé à vue peut être assisté par un avocat dès son placement en garde à vue.